# Antrophyum lancifolium
Antrophyum lancifolium là một loài dương xỉ trong họ Pteridaceae. Loài này được Rosenst. ex M.Kato mô tả khoa học đầu tiên năm 1996.